# Antes do Adeus
Before We Go (No Brasil, em Portugal, em Cabo Verde e em Angola: Antes do Adeus) é um filme norte-americano independente de 2014 do gênero drama romântico. É dirigido por Chris Evans, em sua estreia na direção, e estrelado por Evans e Alice Eve. O longa-metragem teve sua estreia mundial na seção de apresentações especiais do Festival Internacional de Cinema de Toronto de 2014. O filme foi lançado em vídeo sob demanda em 21 de julho de 2015 e teve um lançamento limitado em 4 de setembro de 2015 nos Estados Unidos pela Radius-TWC.

## Sinopse
Brooke Dalton (Alice Eve) é uma negociadora de obras que, depois de ter sido assaltada e, consequentemente, ter perdido o último trem para a Boston, onde mora, vê-se presa na cidade de Nova York. Estressada com o ocorrido e sem saber ao certo o que fazer durante a espera, ela acaba por aceitando ajuda de Nick Vaughan (Chris Evans), um músico de rua que está de passagem por Nova York, e decide fazer-lhe companhia. No decorrer de uma noite, entre a 1h30 da madrugada e as 6h da manhã, estes dois estranhos partilham segredos, receios e aspirações, criando vínculos improváveis que mudarão, para sempre, as suas vidas.

## Elenco
| Ator/Atriz       | Personagem     |
| ---------------- | -------------- |
| Chris Evans      | Nick Vaughan   |
| Alice Eve        | Brooke Dalton  |
| Emma Fitzpatrick | Hannah Dempsey |
| Mark Kassen      | Danny          |
| Daniel Spink     | Tyler          |
| Elijah Moreland  | Cole           |
| John Cullum      | Harry          |
| Scott Evans      | Concierge      |
| Fonte:           |                |

## Produção
A produção foi anunciada pela primeira vez em agosto de 2013, quando Chris Evans assinou contrato para estrelar, além de fazer sua estreia na direção. Em outubro, Alice Eve assinou o papel de protagonista feminina. As filmagens começaram em dezembro de 2013 no Lower East Side de Manhattan e levaram 19 dias para filmar.
Em julho de 2014, foi anunciado que o Festival Internacional de Cinema de Toronto de 2014 selecionou o filme para estrear no festival e mudou o título 1:30 Train para Before We Go.

## Lançamento
O filme teve sua estreia mundial no Festival Internacional de Cinema de Toronto de 2014 em 12 de setembro de 2014. Antes da estreia, foi anunciado que Radius-TWC havia adquirido todos os direitos de distribuição da produção. O filme foi exibido no Festival Internacional de Cinema de Seattle em 22 de maio de 2015 e, mais tarde, foi lançado em vídeo sob demanda em 21 de julho de 2015 e nos cinemas em um lançamento limitado em 4 de setembro de 2015. Before We Go foi lançado em DVD e Blu-ray em 3 de novembro de 2015 e foi adicionado ao Netflix Instant Streaming em 1 de março de 2016.

## Equipe e colaboradores
Equipe técnica
- Chris Evans — direção; produção
- Ronald Bass — roteiro; produção executiva
- Jen Smolka — roteiro
- Chris Shafer — roteiro; coprodução
- Paul Vicknair — roteiro; coprodução
- Mark Kassen — produção
- McG — produção
- Mary Viola — produção
- John Guleserian — direção de fotografia
- John Axelrad — Montador chefe
- Karen Baldwin — produção
- Howard Baldwin — produção
- William J. Immerman — produção
- Peter Pastorelli — produção executiva
- James McGough — produção executiva
- Mark W. Olsen — coprodução
- Nathan Stadler — coprodução
- Chris Westlake — trilha sonora
- Theresa Guleserian — designer de produção
- Arthur Jongewaard — direção de arte
- Daniel River Kersting — cenografista
- Anney Perrine — figurinista
- Sheri Davani — assistente de direção
- Amanda Mackey — escalação de elenco
- Cathy Sandrich Gelfond — escalação de elenco
- Rebecca Gushin — escalação de elenco

Empresas envolvidas
- Bir Film — distribuição internacional; exportação
- G4 Productions — produção
- Nutmeg Film Productions — produção
- Wonderland Sound and Vision — produção